# International Society for Psychological and Social Approaches to Psychosis
L'ISPS, en forme longue l'International Society for Psychological and Social Approaches to Psychosis (en français : Société Internationale pour les Approches Psychologiques et Sociales de la Psychose) est une organisation internationale née à la suite du congrès pour la psychothérapie de la schizophrénie qui s’est tenu à Lausanne en 1956.
L'ISPS soutient les approches psychologiques et sociales des états mentaux fréquemment qualifiés par le terme de psychose, en proposant des formations, des actions de sensibilisation, de militantisme et des espaces de dialogue entre les professionnels, les personnes concernées, leurs familles, les militants et les chercheurs.

## Histoire
L'ISPS est née en 1956 sous l'impulsion des psychiatres Christian Müller et Gaetano Benedetti, suisse et italien respectivement. La création de l'ISPS est une réponse à la complexité du champ des traitements psychologiques des psychose. Les premiers congrès, celui de Lausanne notamment, ont donc pour but de réunir les principaux acteurs et théoriciens de ce domaine à présenter leur travail et débattre ensemble. Un tournant décisif a eu lieu en 2012 lorsque les membres ont voté pour retirer le terme « schizophrénie » de son nom, reflétant une reconnaissance plus large de la psychose comme un phénomène psycho-social complexe plutôt qu’un trouble strictement biologique. Les premiers congrès se déroulent à Lausanne, Zurich, Turku, Oslo, New Haven et Turin. Par la suite, plusieurs congrès ont lieu dans diverses locations :
- Stockholm — 1991 : débat idéologique entre les thérapeutes d'orientation psychanalytique et cognitiviste. Courtenay Harding présente les résultats d'une étude longitudinale du Vermont montrant l'amélioration de l'état des patients sur le long terme[5]. Début de l'intérêt pour les processus d'autoguérison.
- Washington — 1994 : présentation du Need-Adapted Treatment par Yrjö Alanen (Finlande) et description du traitement par des rencontres thérapeutiques avec le patient et son entourage[6],[7],[8].Luc Ciompi présente la théorie de l’altération du fonctionnement affect-logique chez les patients schizophrènes et propose un modèle psycho-sociobiologique de l’intervention thérapeutique[9].
- Londres — 1997 : description de l’approche familiale et l’effet de la régulation des « Expressed emotions » par Julian Leff (Angleterre). L’équipe finnoise présente son modèle pour le traitement du premier épisode psychotique (thérapie familiale et communautaire, usage restreint des neuroleptiques).
- Stavanger — 2000 : intervention de Pat McGorry (Australie) montrant l’importance de différencier les modalités des traitements pour les différentes étapes des troubles.
- Melbourne — 2003 : le défi de l’intégration des différents traitements biologiques et psychologiques. Intervention de patients rétablis. Présentation par Richard Bentall (Angleterre) des thérapies cognitives.
- Madrid — 2006 : à l'occasion du 50e anniversaire de la fondation de l’ISPS, établissement de statuts et d’objectifs, développement d'une newsletter, lancement du site Internet isps.org[10]
- Copenhage — 2009 : présentation des follow-up à 5 ans des plans de traitements dans les pays nordiques. Publications de l’ISPS : ISPS Book Series, éditeur Brian Martindale (Angleterre). Lancement du journal scientifique Psychosis : éditeur John Read (Nouvelle-Zélande).

Depuis 2007, la branche suisse de l'ISPS, l'ISPS-CH, organise chaque année un congrès à l'attention des thérapeutes et soignants impliqués dans le traitement de la psychose pour prolonger le travail d'ouverture théorique et clinique,.

## Objectifs
L'ISPS fonctionne selon un modèle biopsychosocial de stress-vulnérabilité, postulant que la psychose résulte d'interactions entre des prédispositions génétiques et des facteurs de stress environnementaux tels que le traumatisme, la discrimination ou la pauvreté,,. Les objectifs de l'ISPS, tels que définis à Madrid en 2006, sont :
- la promotion de l'utilisation approprié des psychothérapies et des traitements psychologiques des personnes atteintes de schizophrénie et d'autres psychoses ;
- la promotion de l'intégration de traitements psychologiques dans les protocoles de soins (comprehensive treatment) pour toutes les personnes souffrant de schizophrénie et autres psychoses ;
- la promotion de l'utilisation appropriée de la compréhension psychologique et d'approches psychothérapeutiques dans toutes les phases de la maladie, de son stade initial à son stade avancé ;
- la promotion de la recherche dans les domaines des thérapies psychologiques individuelles, de famille, de groupe, de mesures préventives et autres programmes psychosociaux pour les patients atteint de psychoses ;
- le soutien des traitements incluant une approche individuelle, familiale, de groupe et en réseau, ainsi que des méthodes de traitement dérivées de la psychanalyse, des thérapies cognitivo-comportementales, systémique et psycho-éducatives ;
- le développement de l'éducation, de l'entraînement et de la connaissance des professionnels de la santé mentale en matière de thérapie psychologique et d'interventions psychosociales relatives au traitement et à la prévention de maladies psychotiques, dans l'intérêt public indépendamment de l'appartenance éthnique, religieuse, du sexe ou du statut social[3].

## Contributions
L'International Society for Psychological and Social Approaches to Psychosis a contribué de manière significative au domaine de la psychothérapie en promouvant des approches psychologiques et sociales pour traiter la psychose, qui s'éloignent des modèles purement biomédicaux. L'ISPS met l'accent sur l'importance des relations, des facteurs sociaux et des expériences individuelles dans la compréhension et le traitement de la psychose. Elle soutient le rôle de la psychothérapie, même pour les personnes diagnostiquées avec la schizophrénie, et encourage des pratiques thérapeutiques basées sur le principe de «être avec» plutôt que de «faire à». De plus, elle encourage les approches qui valorisent l'autonomie du client et le soutiennent dans sa croissance. L'ISPS offre une plateforme pour la discussion, la collaboration et l'échange d'informations entre les professionnels de la santé mentale, les personnes ayant une expérience vécue et leurs familles.